# Województwo tarnobrzeskie
Województwo tarnobrzeskie – województwo ze stolicą w Tarnobrzegu, jedno z 49 istniejących w latach 1975–1998. Zostało utworzone z północnej części dawnego województwa rzeszowskiego, południowo-wschodniej części dawnego województwa kieleckiego i południowo-zachodniej części dawnego województwa lubelskiego.
Po likwidacji w 1999 r. 23 gminy i miasto Sandomierz zostały włączone do województwa świętokrzyskiego, kolejne 18 gmin wraz z Tarnobrzegiem i Stalową Wolą do województwa podkarpackiego, a 11 gmin do lubelskiego. Na obszarze byłego województwa znajdują się następujące powiaty: sandomierski (całość), opatowski (całość), staszowski (6 gmin), ostrowiecki (1 gmina), miasto na prawach powiatu Tarnobrzeg, tarnobrzeski (całość), stalowowolski (całość), niżański (całość), mielecki (1 gmina), kolbuszowski (1 gmina), janowski (całość), kraśnicki (4 gminy).

## Położenie, krajobraz
Województwo tarnobrzeskie położone było na obszarze Wyżyny Kielecko-Sandomierskiej (Wyżyna Sandomierska, skrawek Przedgórza Iłżeckiego i wschodni kraniec Gór Świętokrzyskich), płaskiej Kotliny Sandomierskiej (równiny Tarnobrzeska i Biłgorajska) oraz na skrajach Wyżyny Lubelskiej i Roztocza. W obrębie wyżyn rzeźba terenu urozmaicona – lessowe wyżyny: Sandomierska i Lubelska silnie rozczłonkowane głębokimi dolinami rzek; w Górach Świętokrzyskich teren osiąga 554 m (Pasmo Jeleniowskie). Na wyżynach żyzne gleby brunatne i czarnoziemy wytworzone z lessów, w Kotlinie Sandomierskiej ubogie gleby piaskowe, nad Wisłą koło Zawichostu rędziny kredowe. Głównymi rzekami są: Wisła i San. Duże obszary zajmują Puszcza Sandomierska i Lasy Janowskie.

## Urzędy Rejonowe
| Siedziba Urzędu Rejonowego | gminy | liczba ludności                                                                                           | powierzchnia | aktualny powiat |
| -------------------------- | --- | --- | --- | --- |
| Janów Lubelski             | - Batorz - Chrzanów - Dzwola - Godziszów - Janów Lubelski - Modliborzyce - Potok Wielki - Szastarka - Trzydnik Duży 1 miejsko-wiejska, 8 wiejskich                      | - 3 726 - 3 363 - 7 047 - 6 763 - 16 557 - 7 384 - 5 255 - 6 401 - 7 158 ŁĄCZNIE: 63 654                  | - 71 km² - 70 km² - 203 km² - 102 km² - 179 km² - 153 km² - 98 km² - 74 km² - 105 km² ŁĄCZNIE: 1 055 km²              | - janowski - janowski - janowski - janowski - janowski - janowski - janowski - kraśnicki - kraśnicki woj. lubelskie                                                                     |
| Nisko                      | - Bojanów - Harasiuki - Jarocin - Jeżowe - Krzeszów - Nisko - Rudnik nad Sanem - Ulanów 3 miejsko-wiejskie, 5 wiejskich                                                 | - 7 107 - 6 337 - 5 433 - 9 580 - 4 282 - 22 481 - 10 234 - 8 867 ŁĄCZNIE: 74 321                         | - 180 km² - 168 km² - 90 km² - 124 km² - 62 km² - 142 km² - 78 km² - 119 km² ŁĄCZNIE: 963 km²                         | - stalowowolski - niżański - niżański - niżański - niżański - niżański - niżański - niżański woj. podkarpackie                                                                          |
| Opatów                     | - Baćkowice - Ćmielów - Iwaniska - Lipnik - Opatów - Ożarów - Sadowie - Tarłów - Wojciechowice 3 miejsko-wiejskie, 6 wiejskich                                          | - 5 496 - 8 231 - 7 507 - 6 125 - 13 063 - 12 621 - 4 593 - 5 951 - 4 796 ŁĄCZNIE: 68 383                 | - 96 km² - 118 km² - 105 km² - 82 km² - 113 km² - 184 km² - 82 km² - 164 km² - 86 km² ŁĄCZNIE: 1030 km²               | - opatowski - ostrowiecki - opatowski - opatowski - opatowski - opatowski - opatowski - opatowski - opatowski woj. świętokrzyskie                                                       |
| Sandomierz                 | - Annopol - Dwikozy - Gościeradów - Klimontów - Koprzywnica - Łoniów - Obrazów - Samborzec - Sandomierz (miasto) - Wilczyce - Zawichost 2 miejsko-wiejskie, 8 wiejskich | - 9 746 - 9 517 - 7 803 - 8 990 - 7 278 - 7 727 - 7 012 - 9 403 - 27 409 - 4 104 - 5 155 ŁĄCZNIE: 104 144 | - 151 km² - 85 km² - 159 km² - 99 km² - 69 km² - 87 km² - 72 km² - 85 km² - 28 km² - 70 km² - 80 km² ŁĄCZNIE: 985 km² | - kraśnicki - sandomierski - kraśnicki - sandomierski - sandomierski - sandomierski - sandomierski - sandomierski - sandomierski - sandomierski - sandomierski świętokrzyskie lubelskie |
| Stalowa Wola               | - Pysznica - Radomyśl - Stalowa Wola (miasto) - Zaklików - Zaleszany 4 wiejskie                                                                                         | - 9 157 - 7 607 - 71 814 - 8 971 - 10 432 ŁĄCZNIE: 107 981                                                | - 148 km² - 134 km² - 83 km² - 202 km² - 87 km² ŁĄCZNIE: 654 km²                                                      | - stalowowolski - stalowowolski - stalowowolski - stalowowolski - stalowowolski woj. podkarpackie                                                                                       |
| Staszów                    | - Bogoria - Łubnice - Osiek - Połaniec - Rytwiany - Staszów 3 miejsko-wiejskie, 3 wiejskie                                                                              | - 8 262 - 4 599 - 8 076 - 13 040 - 6 555 - 28 452 ŁĄCZNIE: 68 984                                         | - 123 km² - 84 km² - 130 km² - 75 km² - 126 km² - 226 km² ŁĄCZNIE: 764 km²                                            | - staszowski - staszowski - staszowski - staszowski - staszowski - staszowski woj. świętokrzyskie                                                                                       |
| Tarnobrzeg                 | - Baranów Sandomierski - Gorzyce - Grębów - Majdan Królewski - Nowa Dęba - Padew Narodowa - Tarnobrzeg (miasto) 2 miejsko-wiejskie, 4 wiejskie                          | - 12 157 - 13 975 - 9 888 - 9 583 - 19 570 - 5 434 - 51 061 ŁĄCZNIE: 121 668                              | - 122 km² - 69 km² - 186 km² - 156 km² - 142 km² - 71 km² - 86 km² ŁĄCZNIE: 832 km²                                   | - tarnobrzeski - tarnobrzeski - tarnobrzeski - kolbuszowski - tarnobrzeski - mielecki - Tarnobrzeg woj. podkarpackie                                                                    |

Ludność i powierzchnia na podstawie danych z 31.12.1998

### Miasta
Ludność 31.12.1998
- Stalowa Wola – 71 814
- Tarnobrzeg – 51 061
- Sandomierz – 27 409
- Staszów – 17 015
- Nisko – 15 722
- Nowa Dęba – 12 194
- Janów Lubelski – 12 182
- Połaniec – 8 525
- Opatów – 7 070
- Rudnik nad Sanem – 6 877
- Ożarów – 5 276
- Ćmielów – 3 213
- Annopol – 2 728
- Osiek – 2 041
- Zawichost – 2 033
- Ulanów – 1 418
- Baranów Sandomierski – 1 391

### Ludność w latach
| Rok                    | Liczba mieszkańców |
| ---------------------- | ------------------ |
| 1975 (31 grudnia)      | 534,9 tys.         |
| 1976 (31 grudnia)      | 538,5 tys.         |
| 1977 (31 grudnia)      | 541,8 tys.         |
| 1978 (spis powszechny) | 548 349            |
| 1978 (31 grudnia)      | 547,2 tys.         |
| 1979 (31 grudnia)      | 552,2 tys.         |
| 1980 (31 grudnia)      | 556,3 tys.         |
| 1983 (31 grudnia)      | 572,4 tys.         |
| 1985 (31 grudnia)      | 580,5 tys.         |
| 1986                   | 584 tys.           |
| 1987                   | 586,9 tys.         |
| 1988                   | 591,2 tys.         |
| 1989 (31 grudnia)      | 596,4 tys.         |
| 1990 (30 czerwca)      | 597,9 tys.         |
| 1990 (31 grudnia)      | 599,1 tys.         |
| 1991 (31 grudnia)      | 601,7 tys.         |
| 1992 (31 grudnia)      | 606,4 tys.         |
| 1993 (30 czerwca)      | 607,2 tys.         |
| 1994 (31 grudnia)      | 609,2 tys.         |
| 1995 (30 czerwca)      | 609,1 tys.         |
| 1995 (31 grudnia)      | 609,3 tys.         |
| 1997 (31 grudnia)      | 610 tys.           |

## Transport

### Transport drogowy
- E371  Radom – Ostrowiec Świętokrzyski – gr. woj. tarnobrzeskiego – Sadowie – Opatów – Lipnik – Łoniów – Tarnobrzeg – Nowa Dęba – Majdan Królewski – gr. woj. tarnobrzeskiego – Rzeszów

- Kuźnica Białostocka – Białystok – Lublin – Kraśnik – gr. woj. tarnobrzeskiego – Modliborzyce – Janów Lubelski – Nisko – Jeżowe – gr. woj. tarnobrzeskiego – Rzeszów – Barwinek

- Walichnowy – Piotrków Trybunalski – Kielce – gr. woj. tarnobrzeskiego – Baćkowice – Opatów – Annopol – Gościeradów – Olbięcin – gr. woj. tarnobrzeskiego – Kraśnik – gr. woj. tarnobrzeskiego – Modliborzyce – Janów Lubelski – Dzwola – gr. woj. tarnobrzeskiego – Zamość – Zosin

- Lipnik – Sandomierz – Stalowa Wola – Nisko – Rudnik nad Sanem – Kopki – gr. woj. tarnobrzeskiego – Leżajsk – Jarosław – Przemyśl

- Bytom – Katowice – Kraków – gr. woj. tarnobrzeskiego – Łubnice – Połaniec – Osiek – Łoniów – Sandomierz – Ożarów – Tarłów – Czekarzewice – gr. woj. tarnobrzeskiego – Warszawa

- Sandomierz – Tarnobrzeg (w całości w województwie tarnobrzeskim)

- Ostrowiec Świętokrzyski – Bałtów – gr. woj. tarnobrzeskiego – Czekarzewice – gr. woj. tarnobrzeskiego – Solec nad Wisłą – Gołębiów

- Ostrowiec Świętokrzyski – gr. woj. tarnobrzeskiego – Ćmielów – Ożarów – Zawichost – Kosin

- Opatów – Iwaniska – Bogoria – Staszów – gr. woj. tarnobrzeskiego – Stopnica

- Iwaniska – Klimontów – Koprzywnica – Tarnobrzeg (w całości w województwie tarnobrzeskim)

- Piotrowice – Opoka Duża (w całości w województwie tarnobrzeskim)

- Kielce – gr. woj. tarnobrzeskiego – Staszów – Rytwiany – Połaniec – gr. woj. tarnobrzeskiego – Mielec

- Chmielnik – gr. woj. tarnobrzeskiego – Staszów – Osiek

- Maruszów – Zawichost – Dwikozy – Sandomierz (w całości w województwie tarnobrzeskim)

- Żyrzyn – Puławy – Opole Lubelskie – gr. woj. tarnobrzeskiego – Annopol

- Annopol – Antoniów – Gorzyce (w całości w województwie tarnobrzeskim)

- Olbięcin – Trzydnik Duży – Zaklików – Rzeczyca Długa – Stalowa Wola (w całości w województwie tarnobrzeskim)

- Antoniów – Radomyśl nad Sanem – Rzeczyca Długa (w całości w województwie tarnobrzeskim)

- Zaklików – Modliborzyce (w całości w województwie tarnobrzeskim)

- Zarzecze – Ulanów – Harasiuki – gr. woj. tarnobrzeskiego – Biłgoraj – Szczebrzeszyn

- Bojanów – Jeżowe – Kopki (w całości w województwie tarnobrzeskim)

- Kopki – Krzeszów – gr. woj. tarnobrzeskiego – Tarnogród – Cieszanów

- Tarnobrzeg – Grębów – Stalowa Wola (w całości w województwie tarnobrzeskim)

- Jasienica – Baranów Sandomierski – Majdan Królewski – Nowa Dęba – Bojanów – Nisko (w całości w województwie tarnobrzeskim)

- Tarnobrzeg – Baranów Sandomierski – Padew Narodowa – gr. woj. tarnobrzeskiego – Mielec – Dębica

### Transport kolejowy
- 25 Łódź Kaliska – Tomaszów Mazowiecki – Końskie – Skarżysko-Kamienna – Starachowice – Ostrowiec Świętokrzyski – Ćmielów – Sandomierz – Tarnobrzeg – Chmielów – Padew – Mielec – Dębica

- 65 Sławków – Olkusz – Sędziszów – Staszów – Wola Baranowska – Huta Deręgowska – Biłgoraj – Zwierzyniec – Zamość – Hrubieszów

- 66 Stalowa Wola – Biłgoraj – Zwierzyniec

- 68 Lublin – Kraśnik – Szastarka – Rzeczyca – Zaklików – Rozwadów – Stalowa Wola – Nisko – Rudnik nad Sanem – Leżajsk – Przeworsk

- 70 Włoszczowice – Staszów – Rytwiany – Osiek – Chmielów

- 71 Tarnobrzeg – Nowa Dęba – Kolbuszowa – Głogów Małopolski – Rzeszów

- 74 Tarnobrzeg – Grębów – Rozwadów

- 75 Rytwiany – Połaniec

- 78 Sandomierz – Grębów

- 79 Padew – Wola Baranowska

### Komunikacja autobusowa
- PKS Tarnobrzeg
  - Tarnobrzeg:
    - Gdańsk
    - Kielce
    - Lublin
    - Majdan Królewski
    - Opatów
    - Ostrowiec Świętokrzyski
    - Padew Narodowa
    - Przemyśl
    - Rzeszów
    - Stalowa Wola
    - Warszawa przez Kozienice
    - Wilcza Wola
    - Zaleszany
    - różne połączenia na terenie powiatu tarnobrzeskiego i sandomierskiego

- PKS Stalowa Wola
  - Stalowa Wola:
    - Annopol
    - Gorzyce
    - Górno
    - Kamień
    - Kraków
    - Lipiny Dolne
    - Lublin
    - Łętownia
    - Łowisko
    - Polańczyk
    - Rzeszów
    - Sandomierz
    - Tarnobrzeg
    - Warszawa przez Radom
    - Wilcza Wola
    - Wola Żarczycka
    - Wrzawy
    - różne połączenia na terenie powiatu stalowowolskiego, niżańskiego i janowskiego

- PKS Staszów
  - Staszów:
    - Dobrów
    - Iwaniska
    - Kargów
    - Kielce
    - Klimontów
    - Kołobrzeg
    - Kraków
    - Łagów
    - Nowa Zbelutka
    - Opatów
    - Ostrowiec Świętokrzyski
    - Warszawa przez Ostrowiec Świętokrzyski lub Starachowice
    - różne połączenia na terenie powiatu staszowskiego

- PKS Ostrowiec Świętokrzyski
  - Opatów:
    - Jastrzębia Góra
    - Kielce
    - Klimontów
    - Kraków
    - Łagów
    - Ostrowiec Świętokrzyski
    - Sandomierz
    - różne połączenia na terenie powiatu ostrowieckiego i opatowskiego

- Poza tym wielu prywatnych przewoźników, oferujących kursy m.in. do:
  - Warszawy
  - Rzeszowa
  - Lublina
  - Krakowa
  - Tarnobrzega
  - Stalowej Woli
  - Sandomierza
  - Kielc

### Połączenia kolejowe
- Stalowa Wola:
  - Rzeszów
  - Lublin
  - Przeworsk
  - Zamość
  - Szczecin
  - Warszawa
  - Bydgoszcz
  - Kraków
  - Wrocław
  - Poznań
  - Tarnobrzeg

- Tarnobrzeg
  - Rzeszów
  - Stalowa Wola
  - Warszawa
  - Bydgoszcz
  - Lublin
  - Przemyśl
  - Szczecin
  - Poznań
  - Wrocław
  - Kraków
  - Zamość

- Sandomierz
  - Połączenia kolejowe zawieszone